# Петер Пляцер
Петер Пляцер (нім. Peter Platzer, 29 травня 1910 — 13 грудня 1959) — австрійський футболіст, що грав на позиції воротаря.
Виступав, зокрема, за клуби «Флорідсдорфер» та «Адміра» (Відень). Був гравцем національну збірну Австрії, а після аншлюсу Австрії ще дві гри провів за національну збірну Німеччини.
Чотириразовий чемпіон Австрії. Володар Кубка Австрії.

## Клубна кар'єра
У дорослому футболі дебютував 1927 року виступами за команду клубу «Брігіттенауер», в якій провів два сезони.
Своєю грою за цю команду привернув увагу представників тренерського штабу клубу «Флорісдорфер», до складу якого приєднався 1929 року. Відіграв за віденську команду наступні п'ять сезонів своєї ігрової кар'єри.
1934 року посеред сезону 1933/34 перейшов до клубу «Адміра» (Відень). Одразу з командою здобув «дубль». У чемпіонаті «Адміра» на два очка випередила «Рапід». Ці ж команди зійшлися у фіналі національного кубку, у якому клуб Петера здобув розгромну перемогу з рахунком 8:0. Того ж 1934 року «Адміра» досягла фіналу кубка Мітропи. У першому раунді його клуб переміг «Наполі» (0:0, 2:2, 5:0), у чвертьфіналі — празьку «Спарту» (4:0, 2:3), у півфіналі туринський «Ювентус» (3:1, 1:2). У фіналу «Адміра» зустрілась ці ще одним італійським клубом — «Болоньєю». У першому матчі команді вдалося переломити гру і здобути перемогу з рахунком 3:2. У матчі-відповіді «Адміра» поступилась з рахунком 1:5. Також виступав у матчах кубку Мітропи 1935, 1936 і 1937 років, де його команда не мала успіхів.
У наступні роки ще тричі виборював титул чемпіона Австрії. У 1939 році виступав з командою у фінальному турнірі чемпіонату Німеччини. «Адміра» дісталась фіналу змагань, де поступилась «Шальке» з рахунком 0:9. Пляцер зіграв у всіх 7 матчах змагань на шляху до фіналу, а ось сам вирішальний матч пропустив. Завершив професійну кар'єру футболіста виступами за команду «Адміра» у 1940 році. 
Помер 13 грудня 1959 року на 50-му році життя.

## Виступи за збірні
1931 року дебютував в офіційних матчах у складі національної збірної Австрії. Основним голкіпером став після від'їзду Рудольфа Гідена до Франції. Протягом кар'єри у національній команді, яка тривала 7 років, провів у формі головної команди країни 31 матчі, пропустивши 56 голів. У складі цієї збірної 1934 року був учасником другого чемпіонату світу, що проходив в Італії.
Після аншлюсу Австрії став одним з австрійських футболістів, яких залучили до складу національної збірної Німеччини. 1939 року взяв участь у двох матчах цієї команди, в яких пропустив чотири голи.

## Статистика виступів

### Статистика клубних виступів
| Клуб            | Сезон   | Ліга  | Ліга | Кубки | Кубки | Кубок Мітропи | Кубок Мітропи | Всього | Всього |
| Клуб            | Сезон   | Матчі | Голи | Матчі | Голи  | Матчі         | Голи          | Матчі  | Голи   |
| --------------- | ------- | ----- | ---- | ----- | ----- | ------------- | ------------- | ------ | ------ |
| Брігіттенауер   |         |       |      |       |       |               |               |        |        |
| 1927/28         | 14      | 0     | 3    | 0     | -     | -             | 17            | 0      |        |
| 1928/29         | 9       | 0     | 1    | 0     | -     | -             | 10            | 0      |        |
| Флорідсдорфер   | 1929/30 | 20    | 0    | 3     | 0     | -             | -             | 23     | 0      |
| Флорідсдорфер   | 1930/31 | 18    | 0    | 7+    | 0     | -             | -             | 25+    | 0      |
| Флорідсдорфер   | 1931/32 | 22    | 0    | 2     | 0     | -             | -             | 24     | 0      |
| Флорідсдорфер   | 1932/33 | 22    | 0    | 5     | 0     | -             | -             | 27     | 0      |
| Флорідсдорфер   | 1933/34 | 11    | 0    | 0     | 0     | -             | -             | 11     | 0      |
| Адміра (Відень) | 1933/34 | 8     | 0    | 3     | 0     | -             | -             | 12     | 0      |
| Адміра (Відень) | 1934/35 | 22    | 0    | 2     | 0     | 9             | 0             | 33     | 0      |
| Адміра (Відень) | 1935/36 | 14    | 0    | 2     | 0     | 2             | 0             | 18     | 0      |
| Адміра (Відень) | 1936/37 | 21    | 0    | 3     | 0     | 2             | 0             | 26     | 0      |
| Адміра (Відень) | 1937/38 | 15    | 0    | 2     | 0     | 4             | 0             | 21     | 0      |
| Адміра (Відень) | 1938/39 | 7+    | 0    | 1     | 0     | 0             | 0             | 8+     | 0      |
| Адміра (Відень) | 1939/40 | ?     | ?    | ?     | ?     | -             | -             | ?      | ?      |

### Статистика виступів у кубку Мітропи
| №                      | Розіграш               | Стадія                 | Дата та місце проведення | Команда 1              | Рахунок | Команда 2           | Голи |
| ---------------------- | ---------------------- | ---------------------- | ------------------------ | ---------------------- | ------- | ------------------- | ---- |
| 1                      | 1934                   | 1/8                    | 17.06.1934 Відень        | Адміра (Відень)        | 0:0     | Наполі              |      |
| 2                      | 1934                   | 1/8                    | 24.06.1934 Неаполь       | Наполі                 | 2:2     | Адміра (Відень)     |      |
| 3                      | 1934                   | 1/8 перегр.            | 1.07.1934 Цюрих          | Адміра (Відень)        | 5:0     | Наполі              |      |
| 4                      | 1934                   | 1/4                    | 18.07.1934 Відень        | Адміра (Відень)        | 4:0     | Спарта (Прага)      |      |
| 5                      | 1934                   | 1/4                    | 22.07.1934 Прага         | Спарта (Прага)         | 3:2     | Адміра (Відень)     |      |
| 6                      | 1934                   | 1/2                    | 25.07.1934 Відень        | Адміра (Відень)        | 3:1     | Ювентус (Турин)     |      |
| 7                      | 1934                   | 1/2                    | 29.07.1934 Турин         | Ювентус (Турин)        | 2:1     | Адміра (Відень)     |      |
| 8                      | 1934                   | Фінал                  | 5.09.1934 Відень         | Адміра (Відень)        | 3:2     | Болонья             |      |
| 9                      | 1934                   | Фінал                  | 9.09.1934 Болонья        | Болонья                | 5:1     | Адміра (Відень)     |      |
| 10                     | 1935                   | 1/8                    | 16.06.1935 Відень        | Адміра (Відень)        | 3:2     | Хунгарія (Будапешт) |      |
| 11                     | 1935                   | 1/8                    | 23.06.1935 Будапешт      | Хунгарія (Будапешт)    | 7:1     | Адміра (Відень)     |      |
| 12                     | 1936                   | 1/8                    | 21.06.1936 Відень        | Адміра (Відень)        | 0:4     | Простейов           |      |
| 13                     | 1936                   | 1/8                    | 28.06.1936 Прага         | Простейов              | 2:3     | Адміра (Відень)     |      |
| 14                     | 1937                   | 1/8                    | 13.06.1937 Відень        | Адміра (Відень)        | 1:1     | Спарта (Прага)      |      |
| 15                     | 1937                   | 1/8                    | 25.06.1937 Прага         | Спарта (Прага)         | 2:2     | Адміра (Відень)     |      |
| 16                     | 1937                   | 1/8 перегр.            | 29.06.1937 Будапешт      | Спарта (Прага)         | 0:2     | Адміра (Відень)     |      |
| 17                     | 1937                   | 1/4                    | 4.06.1937 Відень         | Адміра (Відень)        | 2:2     | Дженова 1893        |      |
| Всього у кубку Мітропи | Всього у кубку Мітропи | Всього у кубку Мітропи | Всього у кубку Мітропи   | Всього у кубку Мітропи | 17      |                     | 0    |

## Титули і досягнення
- Чемпіон Австрії (4):

«Адміра» (Відень): 1933–1934, 1935–1936, 1936–1937, 1938–1939
- Володар Кубка Австрії (1):

«Адміра» (Відень): 1933–1934
- Фіналіст кубка Мітропи (1):

«Адміра» (Відень): 1934
- Фіналіст чемпіонату Німеччини (1):

«Адміра» (Відень):1939
- Четверте місце чемпіонату світу (1):

Збірна Австрії: 1934
- Володар кубка Центральної Європи (1):

Збірна Австрії: 1931–1932
- Переможець Німецького гімнастичного і спортивного фестивалю (1):

Збірна Остмарк: 1938